# Allium pseudoalbidum
Allium pseudoalbidum — вид трав'янистих рослин родини амарилісові (Amaryllidaceae), ендемік Туреччини.

## Поширення
Поширений в азійській Туреччині (ендемічний для пн.-сх. Анатолії).
Населяє гірський степ на 1900 м.

## Загрози та охорона
Загрозами є перевипас, заготівля сіна, лісонасадження.
Рослина занесена до Червоної книги Туреччини. Збирання цибулин заборонене.